# Krzysztof Kowalewski
Krzysztof Kowalewski est un acteur de théâtre, de cinéma et de télévision polonais, né le 20 mars 1937 à Varsovie et mort le 6 février 2021 dans la même ville.

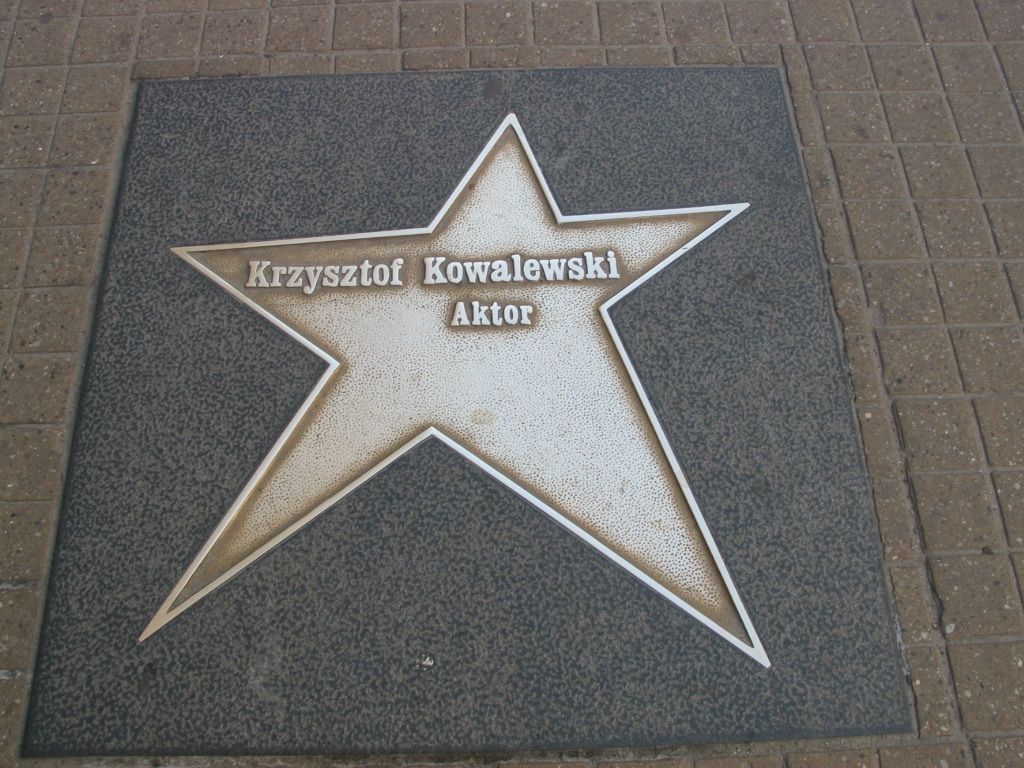
Étoile de Krzysztof Kowalewski sur l'Allée des Célébrités de Łódź

## Biographie
Fils de Cyprian Leon Kowalewski, directeur d'usine à papier à Jeziorna, soldat de la guerre soviéto-polonaise et  insurgé silésien
tué à Kharkiv en 1940, et d'Elżbieta Kowalewska née Herszaft, actrice. En 1955 il termine le lycée Stanisław Staszic à Varsovie puis il entre à l'Académie de théâtre Alexandre-Zelwerowicz dont il sort diplômé en 1960. La même année il joue un petit rôle dans Les Chevaliers teutoniques. Dès mars 1961 il se produit sur les planches du Théâtre dramatique à Varsovie, il joue également au Théâtre classique, Théâtre Polski, Studencki Teatr Satyryków (Théâtre estudiantin satirique), Théâtre de variétés à Varsovie, Teatr Kwadrat et Teatr Współczesny (Théâtre contemporain).
À partir de 1974 il joue dans les comédies de Stanisław Bareja, il commence avec un petit rôle dans Nie ma róży bez ognia (Il n'y a pas de rose sans feu) pour incarner le héros principal dans Brunet wieczorową porą (Un brun, un soir) deux ans plus tard. Dans les deux films suivants de Bareja il est en haut de l'affiche.

## Vie privée
Krzysztof Kowalewski s'est marié pour la première fois dans les années 1960 avec Vivian Rodriguez, une danseuse cubaine. Ils divorcent trois ans plus tard lorsqu'elle part pour Paris. De cette union en 1967 naît leur fils Wiktor qui s'est installé à Los Angeles et qui est le père de Sacha Kowalewski diplômé de Ruskin School of Acting. Krzysztof pendant longtemps a une liaison avec l'actrice Ewa Wiśniewska. En 2002 il épouse l'actrice Agnieszka Suchora dont il a une fille, Gabriela.

## Filmographie partielle
- 1960 : Les Chevaliers teutoniques d'Aleksander Ford :un archer teutonique
- 1965 : Le Pingouin de Jerzy Stefan Stawiński ; Un passager du bus (non crédité)
- 1966 : Marysia i Napoleon de Leonard Buczkowski : un officier
- 1973 : Un grand amour de Balzac (série télévisée) de Jacqueline Audry et Wojciech Solarz : Théophile Gautier
- 1974 : Plus fort que la tempête de Jerzy Hoffman : Roch Kowalski
- 1974 : Nie ma róży bez ognia (Il n'y a pas de rose sans feu) de Stanisław Bareja : un milicien
- 1976 : Brunet wieczorową porą (Un brun, un soir) de Stanisław Bareja : Michał Roman
- 1978 : Co mi zrobisz, jak mnie złapiesz (Que me ferez-vous si vous m'attrapez) de Stanisław Bareja : le directeur du Pol-Pim Tadeusz Krzakoski
- 1980 : L'Ours de Stanisław Bareja : Jan Hochwander
- 1986 : Jezioro Bodeńskie (Lac de Constance) de Janusz Zaorski : Pociejak
- 1991 : Vie pour vie : Maximilien Kolbe de Krzysztof Zanussi : éditeur en chef
- 1991 : Rozmowy kontrolowane (Conversations contrôlées) de Sylwester Chęciński : colonel Zygmunt Molibden
- 1999 : Par le fer et par le feu (Ogniem i mieczem) de Jerzy Hoffman : Jan Onufry Zagłoba

## Décorations
- Croix de chevalier de l'Ordre Polonia Restituta
- Médaille du Mérite culturel polonais Gloria Artis